# 托尼·邓恩
托尼·邓恩（英語：Tony Dunne，1941年7月24日—2020年6月8日），都柏林人，爱尔兰足球运动员，司职後衛。曾在1968年帮助曼聯力夺歐洲冠軍盃。

## 生平
1941年生于都柏林。早年在当地的斯特拉·马里斯俱乐部练习足球。1958年签约舒尔本足球俱乐部，正式开始职业生涯。1959年获愛爾蘭足協青年杯，1960年获愛爾蘭足協盃。
1960年4月26日，他被曼聯以5千英镑的价格签下。他在1960年10月15日对阵伯恩利的比赛中首次登场，司职左边后卫。1963年，曼聯获得英格蘭足總盃冠军。1965年和1967年，曼聯获得甲組聯賽冠军。1968年，他随队征战歐洲冠軍盃，尽管在八分之一决赛中对阵戈爾尼克扎布熱队时跟腱部脱臼，但仍在决赛中以4:1的比分击败本菲卡队，登顶冠军。
他共为曼联效力13个赛季，出战535次，这个记录在他1973年离开时仅次于博比·查尔顿和比尔·福尔克斯。
1973年8月，邓恩签约英乙球队博尔顿。在效力博尔顿的6年中，他出场近200次，并赢得1977–78年赛季联赛的冠军。1979年，他加入底特律快车队，参加北美足球联赛的比赛。
1962年4月8日，他在国际比赛中首次亮相，被奥地利队以3:2比分击败。在13年的时间里，他出场33次，司职边后卫或者中后卫。1969年，他被评为年度爱尔兰足球先生。
退役后，邓恩在1979年至1981年在博尔顿担任助理教练。1982–1983年赛季取代前曼联队友比尔·福尔克斯担任挪威斯泰恩谢尔主教练。
邓恩晚年居住在英国塞爾，并在奥尔特灵厄姆经营有一家練習場。2020年6月8日逝世，终年78岁。

## 战绩

### 舒尔本
- 愛爾蘭足協盃: 1959–60[3]

### 曼联
- 英格蘭甲組聯賽: 1964–65, 1966–67[11]
- 英格蘭足總盃: 1962–63[9]
- 欧洲冠军联赛: 1967–68[9][11]
- 英格蘭社區盾: 1965,[12]1967[13]

### 博尔顿
- 英格蘭乙組聯賽: 1977–78[4]